# بکوور
شهر بکوور (به فرانسوی: Bekkevoort) در ناحیه اداری لوان در استان فلومیش بربان در منطقه فلاندری در کشور بلژیک واقع شده‌است.